# Kimya Dawson

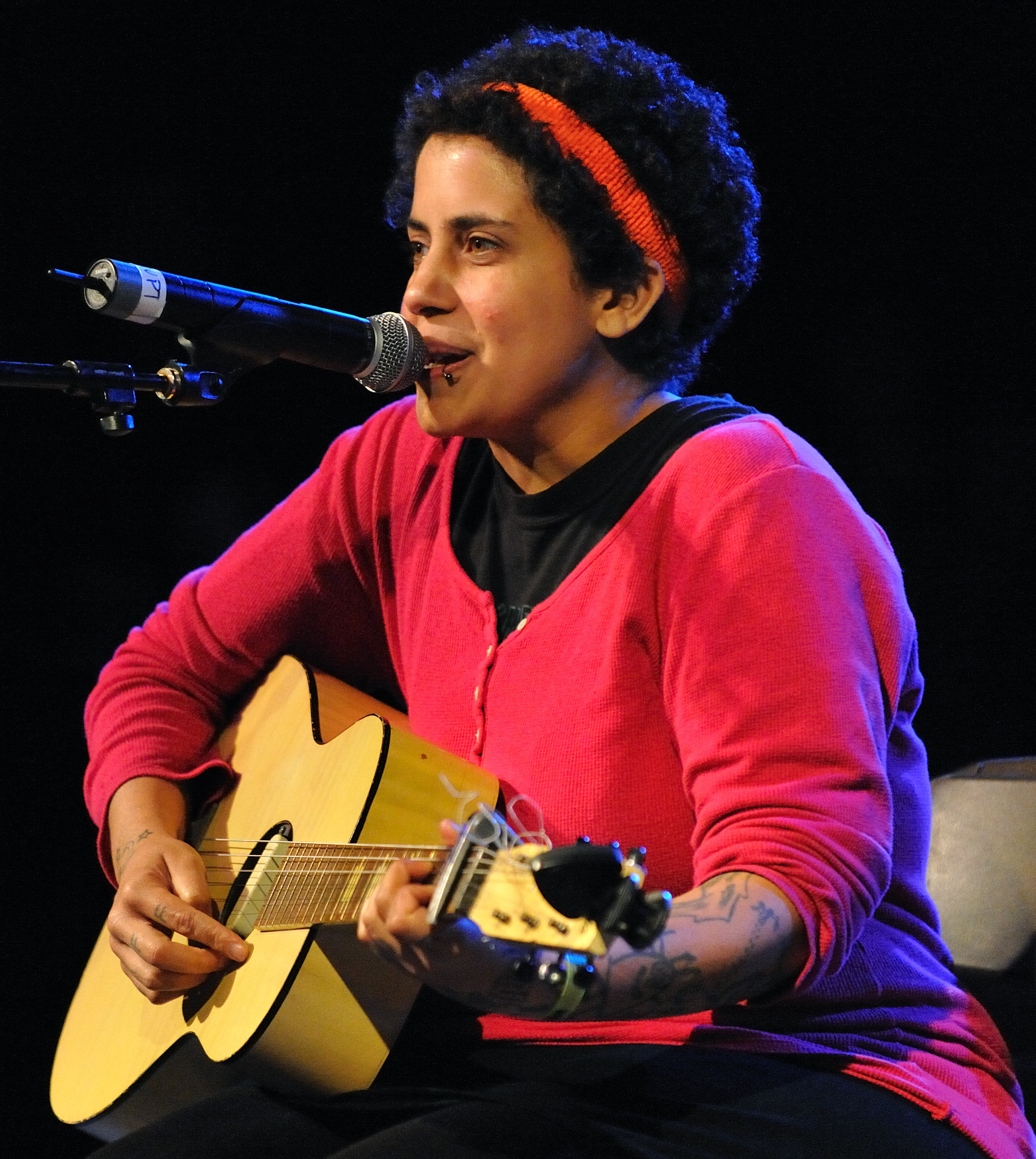
Kimya Dawson, 2010

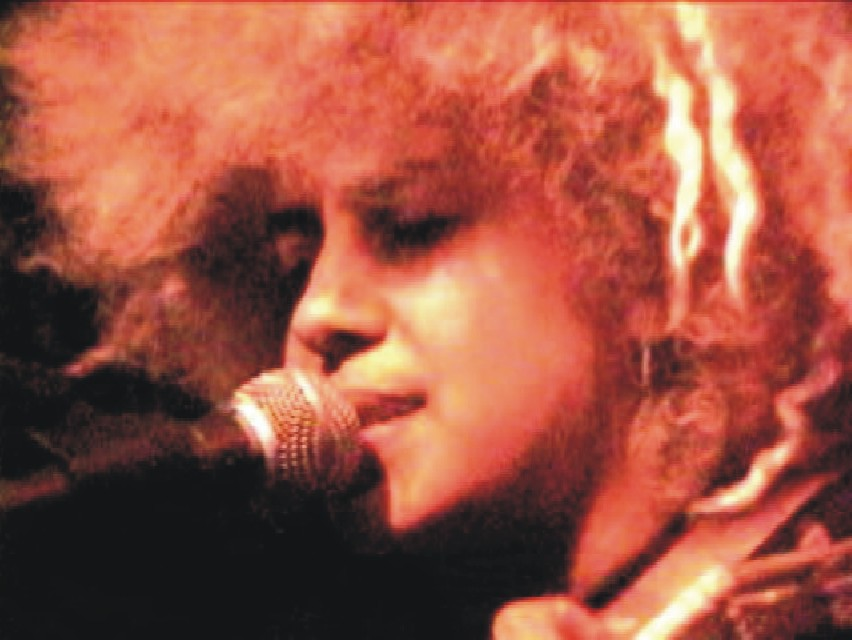
Kimya Dawson

Kimya Dawson (* 17. November 1972) ist eine US-amerikanische Sängerin. Sie gilt als Mitbegründerin der Anti-Folk-Bewegung.

## Biografie
Zusammen mit Adam Green gründete sie in New York die Gruppe Moldy Peaches. Diese ist zwar nicht aufgelöst, aber seit Jahren nicht mehr aktiv. Nach Soloprojekten ist sie derzeit (2010) Mitglied bei The Bundles. Kimya Dawson gehört zum Kreis der New-Yorker Anti-Folk-Künstler und arbeitet bei Konzerten und Plattenaufnahmen häufig mit anderen befreundeten Künstlern zusammen.
Ihr Solodebüt gab sie mit I'm Sorry That Sometimes I'm Mean, das sehr intime Einblicke in das Innenleben der New Yorker Musikerin gibt. Begleitet von akustischer Gitarre und mit sanfter Stimme gesungen, behandeln die Lieder oft ernsthafte und dunkle Themen. Sie engagiert sich für Kinder, die auch in den Texten ihrer Songs eine große Rolle spielen.
Beim Film Juno ist Dawson für den Soundtrack mitverantwortlich.
Kimya ist mit Angelo Spencer verheiratet, am 28. Juli 2006 wurde ihre Tochter Panda Delilah geboren.

## Diskografie
Vor den The Moldy Peaches Veröffentlichungen gab es einige selbstgemachte CD-Rs.

### Mit The Moldy Peaches
- The Moldy Peaches – veröffentlicht am 11. September 2001 von Rough Trade Records
- County Fair/Rainbows – eine 2002 veröffentlichte Single
- Moldy Peaches 2000: Unreleased Cutz and Live Jamz 1994-2002 – veröffentlicht am 18. März 2003 von Rough Trade Records

### Solo-Alben
- I’m Sorry That Sometimes I’m Mean – veröffentlicht am 5. November 2002 von Rough Trade Records
- Knock Knock Who? – veröffentlicht am 3. August 2004 von Important Records
- My Cute Fiend Sweet Princess – veröffentlicht am 3. August 2004 von Important Records
- Hidden Vagenda – veröffentlicht am 5. Oktober 2004 von K Records
- Remember That I Love You – veröffentlicht am 9. Mai 2006 von K Records
- Alphabutt e. pee – veröffentlicht im September 2008 von K Records
- Thunder Thighs – veröffentlicht am 18. Oktober 2011 von Great Crap Factory

### Zusammen mit Antsy Pants
Antsy Pants – Kimya Dawson, Ben Lupus, Leo, Angelo Spencer, Howard Hughes, Billy Jet Pilot, Jarrod Bramson, Emily Madden und Marie
- Antsy Pants – veröffentlicht 2006 von Plan It X Records

### Zusammen mit Jeff Lewis
- Kimya Dawson & Jeff Lewis – 5 Track EP

### Zusammen mit Aesop Rock als The Uncluded
- Hokey Fright – veröffentlicht am 7. Mai 2013 von Rhymesayers Entertainment

### Zusammenstellungen
- Antifolk Vol. 1 – "I’m Fine"
- Anticomp Folkilation – "Will You Be Me" (Live)
- Afro-Punk Compilation Record Vol. 1 – "Loose Lips"
- AFNY Collaborations. Volume 1 – Kimya Dawson und Jeff Lewis
- Titanium Heart and Chains of Love – Kimya Dawson und Matt Rouse EP (Zusammenarbeit) Unicorn Sounds
- A.K.A.- smooth jams e.p. mit Adam Green und Akida Junglefoot Dawson
- The Art Star Sounds Compilation Februar 2005 – "Velvet Rabbit" (Live)
- No Parachute. Vol. 1. Eine Zusammenstellung von Indie-Musik-Videos. (DVD) – "Lullaby for the Taken" (video directed by Ted Passon). 2005, Happy Happy Birthday to Me Records.
- Robot Boy DVD. Zusammenstellung einiger Kurzfilme und Videos durch Ted Passon. – "Lullaby for the Taken". 2005, K Records/Secretly Canadian.
- I Killed the Monster: 21 Artists Performings the Songs of Daniel Johnston – "Follow That Dream" 2006, Second Shimmy
- Juno Soundtrack – Rhino Records 2008
- Body of War: Songs that Inspired an Iraq War Veteran – "Anthrax". Sire Records 18. März 2008